# Machrisjo
Machrisjo is een gemeentelijk monument aan de Wakkerendijk 44 in Eemnes in de provincie Utrecht. 
Het herenhuis werd in 1880 gebouwd voor Izak Makker. Het huis werd in 1895 verhoogd met de huidige verdieping. Het werd vanaf die datum verhuurd aan Eemnesser huisdokter Weitjens en diens opvolger Wytze Warmoltz. Op de plaquette van het huis staat "Machrisjo 1895", mogelijk een combinatie van de afgekorte voornamen van de vrouw van Weitjens, Maria Johanna Mommers en die van zijn schoonouders Christiaan Mommers en Johanna Elias. Van 1917 - 1919 was in het huis een groep Belgische vluchtelingen gehuisvest. 
De stenen dakkapel heeft de vorm van een Vlaamse gevel. De sluitstenen van de strekken zijn met een diamantkop versierd.